# Rio Berivoi
O Rio Berivoi é um rio da Romênia afluente do Rio Olt, localizado no distrito de Braşov.